# 莱恩·布拉瓦特尼克
莱恩·布拉瓦特尼克（英語：Len Blavatnik，1957年6月14日—），俄語名列昂尼德·瓦连京诺维奇·布拉瓦特尼克（俄语：Леонид Валентинович Блаватник），是一位後蘇聯時代寡頭、英國-美國雙重國籍商人、投資者和慈善家。他主要透過自身創辦的阿卡斯工业旗下各種投資致富。在2017年，他因慈善事業而獲封下級勳位爵士。在2018年1月，布拉瓦尼克是英國首富，也是全球第50富有的人，資產總值大約212億美元，在《福布斯》2019年全球億萬富豪榜中名列第59位，資產為177億美元。在2019年美國400富豪榜，他以183億美元的資產，排名第27名。

## 慈善事業

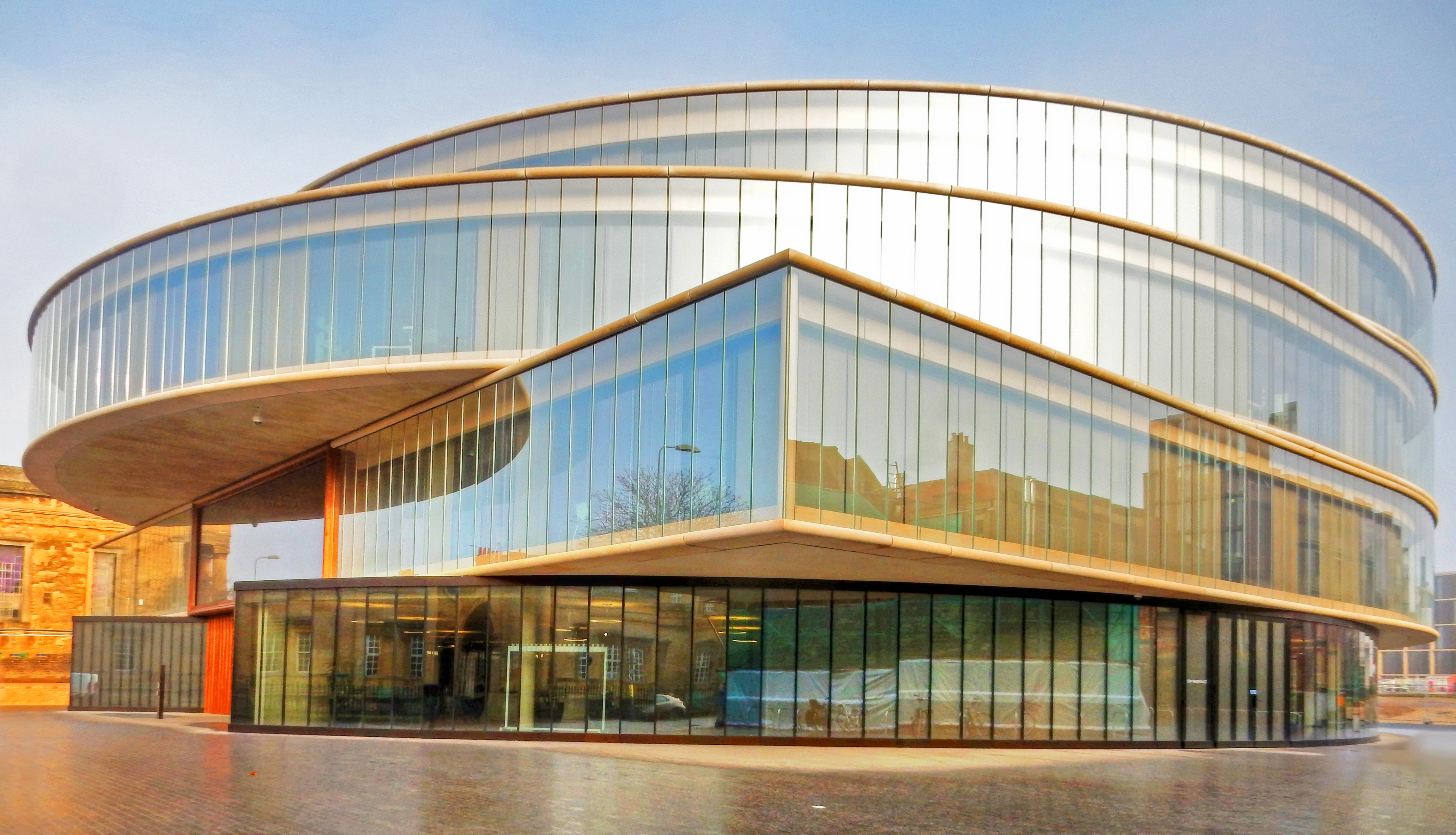
布拉瓦特尼克政府学院，由Herzog&de Meuron设计，由Laing O'Rourke建造

2007年起，布拉瓦特尼克家族基金會和紐約科學院一同創立布拉瓦特尼克青年科學家獎，獎勵在生命科學、物理科學和工程學上有貢獻的年輕科學家並且給予現金獎賞。在2010年，布拉瓦特尼克及其家族基金會捐款7500萬英鎊予牛津大學成立新的政府學院該次捐款是大學900年歷史以來收到最大筆的慈善捐款。以他命名的布拉瓦特尼克政府學院正式在2012年開始錄取第一批學生。依莱恩·布拉瓦特尼克所說，他已經慈善捐贈5億多美元，其中大部分是捐贈給了大學，包括牛津大學和斯坦福大學。